# Skarboferm
Skarboferm (Polskie Kopalnie Skarbowe na Górnym Śląsku Spółka Dzierżawna S.A. w Katowicach) – polsko-francuska spółka akcyjna utworzona w celu eksploatacji polskiej własności państwowej na obszarze Górnego Śląska. Funkcjonowała w latach 1922–1939.

## Geneza
Spółka powstała 25 lutego 1922 jako efekt polsko-francuskiej umowy z 1 marca 1921, przyznającej Francji szczególne uprawnienia na terenie Górnego Śląska w zamian za kredyty udzielone Polsce na prowadzenie wojny polsko-bolszewickiej, polityczne wsparcie przyłączenia Górnego Śląska do Polski w trakcie i po trzecim powstaniu śląskim, początkowo nosiła nazwę Skarboferme. W radzie nadzorczej spółki zasiadł Henri Le Rond – przewodniczący Międzysojuszniczej Komisji Plebiscytowej.

## Działalność

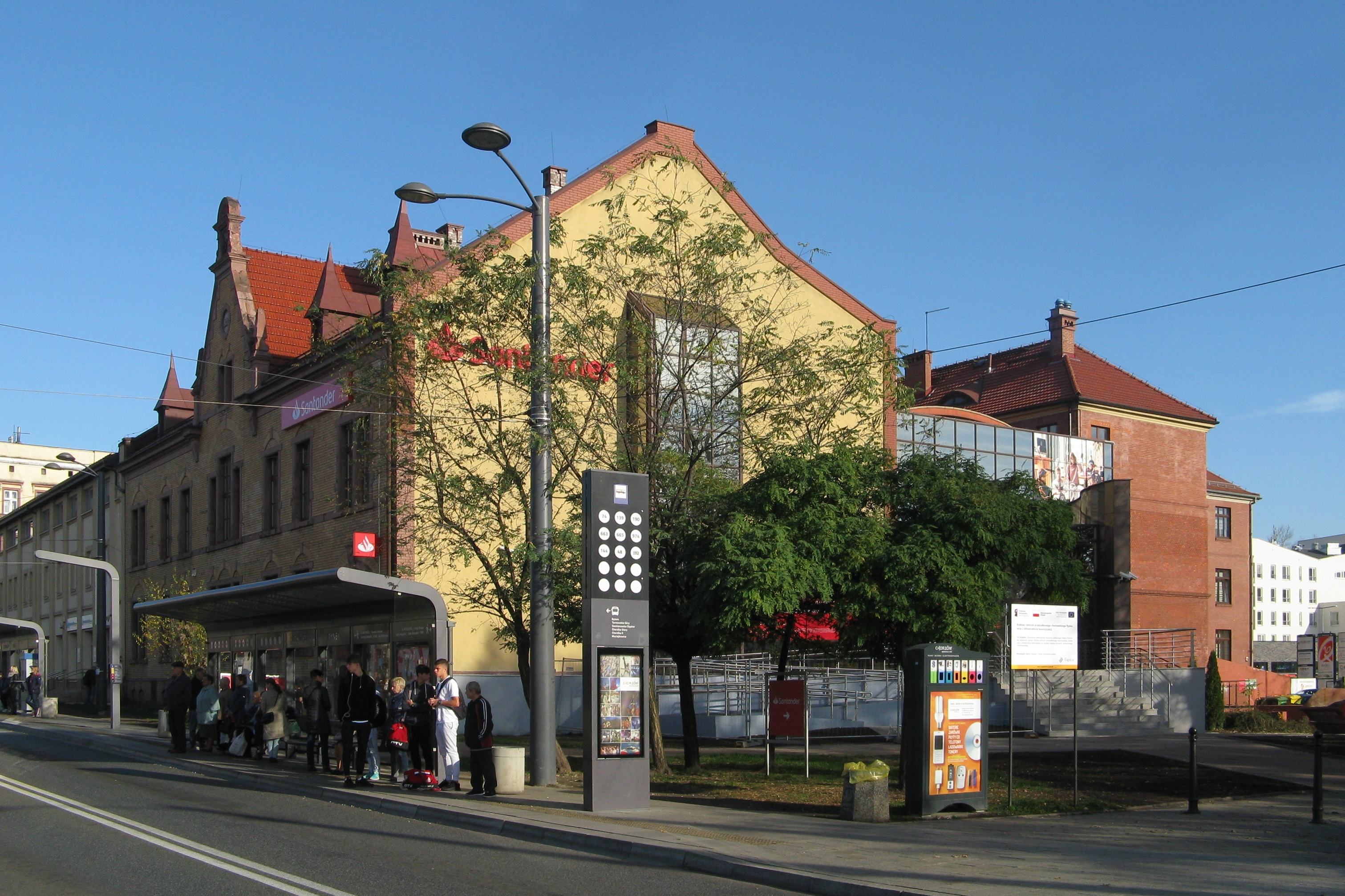
Siedziba Skarbofermu w Chorzowie (2018)

Przedmiotem działalności spółki była dzierżawa niektórych składników mienia Skarbu Państwa na Górnym Śląsku. W skład dzierżawionego mienia wchodziły kopalnie węgla kamiennego: Bielszowice, Król (od 1937 podzielona na kopalnie Prezydent Mościcki i Św. Barbara), Knurów i Wyzwolenie (zamknięta w 1932). Kompleks dzierżawny obejmował także koksownię w Knurowie, brykietownię, fabrykę syntetycznego amoniaku i trzy majątki ziemskie (między innymi w Czuchowie). Majątek ten spółka objęła w dzierżawę, po podpisaniu umowy w dniu 4 września 1922, na 36 lat, z możliwością przedłużenia. Czynsz dzierżawny wynosił 8% czystego zysku spółki, ale nie był regularnie płacony państwu i w 1938 zaległości z tego tytułu wynosiły ponad 29 milionów złotych. Umowa przewidywała, że na inwestycje przedsiębiorstwo będzie przeznaczało 6% rocznego czystego zysku.
W momencie utworzenia spółki jej kapitał zakładowy określono na kwotę 300 milionów marek niemieckich, w 1924 kapitał ten wynosił 10 250 000 złotych, w 1929 21 156 000 złotych, zaś od 1933 17 630 000 złotych. Udziałowcami spółki byli polski Skarb Państwa (50% udziału w kapitale zakładowym) i przedsiębiorcy francuscy zgrupowani w Société de Gestion d’Intérêts à l’Etranger (50% udziału w kapitale zakładowym).
Skarboferm był największą spółką węglową w międzywojennej Polsce. Charakteryzował się wysoką, ustabilizowaną i rentowną produkcją. W zależności od okresu na Skarboferm przypadało od 7,5% do 11% krajowego wydobycia węgla i aż od 15% do 17% udziału w eksporcie tego surowca. Spółka dysponowała siecią placówek sprzedaży i nabrzeżem w Gdyni (spółka Skarbpol w Gdyni, wyłączna własność Skarbofermu).
Pracownikiem i dyrektorem generalnym Skarbofermu był Julian Zagórowski.

## Produkcja i zatrudnienie
| Rok  | wydobycie węgla (w tys. ton) | produkcja koksu (w tys. ton) | zatrudnienie |
| ---- | ---------------------------- | ---------------------------- | ------------ |
| 1922 | 2800                         | brak danych                  | 6800         |
| 1929 | 3382                         | 170                          | 7560         |
| 1938 | 4110                         | 347                          | 7380         |

## Losy spółki podczas II wojny światowej
W 1939 r. majątek Skarbofermu został przejęty w komisaryczny zarząd Haupttreuhandstelle Ost (Głównego Urzędu Powierniczego Wschód). Na mocy zarządzeń tegoż z 11 grudnia 1939 r. i 27 marca 1940 r. większa część zakładów Skarbofermu przeszła pod zarząd komisaryczny niemieckiego państwowego koncernu Reichswerke Hermann Göring. Od 1 kwietnia 1940 r. zarządzało nim jego filialne przedsiębiorstwo o nazwie Bergwerksverwaltung Oberschlesien GmbH der Reichswerke Hermann Göring. Z dniem 13 stycznia 1941 r. majątek ten przeszedł na własność koncernu. Natomiast kopalnia „Bielszowice” została przejęta przez państwowy koncern Preussag. Stan taki trwał do 1945 r.